# اعتبار اجتماعی

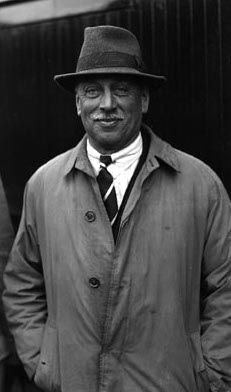
سی.اچ داگلاس، بنیان‌گذار نظریه اقتصادی «اعتبار اجتماعی»، در ادمونتون، آلبرتا، کانادا.

اعتبار اجتماعی یک فلسفه توزیعی در اقتصاد سیاسی است که توسط سی.اچ داگلاس توسعه یافت. داگلاس کسادی‌های اقتصادی را به اختلاف بین قیمت تمام شده کالاها و غرامت دریافتی کارگرانی که آنها را ساخته‌اند نسبت می‌دهد. داگلاس برای مبارزه با آنچه به عنوان کمبود مزمن قدرت خرید در اقتصاد می‌دانست، مداخله دولت را در قالب صدور پول فاقد ایجادکننده بدهی مستقیماً به مصرف‌کنندگان یا تولیدکنندگان (در صورتی که محصول خود را زیر قیمت به مصرف‌کنندگان بفروشند) را تجویز کرد تا با چنین تناقضی مبارزه کند.
داگلاس در دفاع از دیدگاه‌های خود نوشت: «سیستم ها/نظام‌ها برای انسان ساخته شده‌اند، نه انسان‌ها برای سیستم‌ها. منافع انسان که ساخت و رشد شخصی خود است، بالاتر از همه نظام‌ها است، اعم از الهیاتی، سیاسی یا اقتصادی.» به باور داگلاس اعتبار دهندگان اجتماعی می‌خواهند تمدن جدیدی بر اساس «امنیت اقتصادی مطلق» برای فرد بسازند، جایی که «هر کس در زیر درخت انگور و زیر درخت انجیر خود بنشیند و هیچ‌کس آنها را نخواهد ترساند». به گفته او، «آنچه ما واقعاً از هستی می‌خواهیم این نیست که در آرمان‌شهر دیگران قرار بگیریم، بلکه باید در موقعیتی قرار بگیریم که خودمان آرمان‌شهر خودمان را بسازیم».
ایده اعتبار اجتماعی در دوره میان دوجنگ مورد توجه قابل توجهی قرار گرفت، به طوری که حزب اعتبار اجتماعی آلبرتا به‌طور خلاصه «گواهی‌های شکوفایی و رفاه» را بین مردم آلبرتا توزیع کرد. با این حال، داگلاس با توزیع گواهی‌های رفاه که بر اساس نظریه‌های سیلویو گزل بود، مخالفت کرد. نظریه اعتبار اجتماعی داگلاس مورد مناقشه و رد اکثر اقتصاددانان و بانکداران قرار گرفته‌است. اقتصاددان برجسته جان مینارد کینز به ایده‌های داگلاس در کتاب خود نظریه عمومی اشتغال، بهره و پول اشاره می‌کند، اما در عوض اصل تقاضای مؤثر را برای توضیح تفاوت در خروجی اقتصادی (تولید) و مصرف مطرح می‌کند.

### داستان و شعر
- برای ما، زندگان: کمدی آداب و رسوم، اثر رابرت آنسون. هاین‌لاین
- فراتر از این افق، نوشته رابرت آنسون هاین‌لاین
- The Cantos، اثر ازرا پاوند